# Rhyssomatus lineaticollis
Rhyssomatus lineaticollis là một loài mọt mà con lớn ăn rễ cây bông tai Asclepias syriaca. Nó cũng ăn và phá hoại loài Asclepias meadii.